# Parafia Różańca Świętego w Edmonton
Parafia Różańca Świętego w Edmonton (ang. Holy Rosary Parish) – parafia rzymskokatolicka położona w Edmonton, w prowincji Alberta w Kanadzie.
Jest ona parafią w archidiecezji archidiecezji Edmonton, z mszą w języku polskim dla polskich imigrantów.
Ustanowiona w 1913 roku. Parafia została dedykowana Różańcowi Świętemu.

## Grupy parafialne
- Grupa modlitewna "Dobrego Pasterza"
- Rycerze Kolumba

## Nabożeństwa w j. polskim
- Sobota – 18:00
- Niedziela – 10:15; 12:15; 18:00